# Fraccionamiento Campestre Irazú
Fraccionamiento Campestre Irazú är en ort i Mexiko.   Den ligger i kommunen Silao de la Victoria och delstaten Guanajuato, i den centrala delen av landet, 300 km nordväst om huvudstaden Mexico City. Fraccionamiento Campestre Irazú ligger 1 803 meter över havet och antalet invånare är 120.
Terrängen runt Fraccionamiento Campestre Irazú är en högslätt, och sluttar söderut. Runt Fraccionamiento Campestre Irazú är det tätbefolkat, med 257 invånare per kvadratkilometer. Närmaste större samhälle är Silao, 10,6 km sydost om Fraccionamiento Campestre Irazú. Trakten runt Fraccionamiento Campestre Irazú består till största delen av jordbruksmark.